# Lübecker Senat 1926 bis 1929

Flagge Lübecks 1890–1935

Der Senat der Freien und Hansestadt Lübeck als Kabinett in den Jahren 1926 bis 1929. Die Liste umfasst den Zeitraum der vierten Legislaturperiode der Lübecker Bürgerschaft als Landesparlament in der Zeit der Weimarer Republik vom 14. November 1926 bis zur Bürgerschaftswahl am 10. November 1929.

## Bürgermeister
- Paul Löwigt (SPD), seit Juni 1926, Senator seit März 1919

## Senatoren
- Julius Vermehren, seit 1904. Gestorben am 5. Februar 1928.
- Johann Paul Leberecht Strack, seit 1906
- Georg Kalkbrenner, seit 1907
- Paul Hoff (SPD), seit März 1919. Suizid am 20. Januar 1928.
- Albert Henze (SPD), seit März 1919
- Fritz Mehrlein (SPD), seit März 1919. Bis 15. Oktober 1929.
- Alfred Dreger (SPD), seit April 1925
- Carl Heinsohn (DVP), seit April 1925
- August Niebour (DVP), seit 27. April 1925
- Heinrich Eckholdt, seit Juni 1926
- Paul Geister, seit Juni 1926
- August Haut (SPD), seit Februar 1928